# Letiště Broumov
Letiště Broumov (ICAO: LKBR) je veřejné vnitrostátní letiště provozované Benediktýnským aeroklubem Broumov. Je vzdáleno 3 km jižně od centra města Broumov, směrem na obec Martínkovice, v jejímž katastru leží.

## Popis
Jeho ranvej je orientována jihovýchodním směrem a její povrch tvoří tráva. Dlouhá je 920 metrů a široká 100 metrů, pás asfaltu o rozměrech 550 x 15 m, který se na letištní ploše nachází, nelze používat. Nejbližší letiště v okolí jsou ve Velkém Poříčí (14 km) a Vysokově (23 km).
V areálu stojí telekomunikační stožár o výšce 47 m nad terénem.
Aktuální situaci na letišti lze zjišťovat pomocí veřejně dostupných webových kamer.

## Využití
Letiště se využívá pro sportovní účely spojené především s Benediktýnským aeroklubem Broumov, jehož členové létají na kluzácích a ultralehkých letadlech. Aeroklub také zájemcům poskytuje výcvik létání a nabízí pronájem dvoumístného letadla Allegro 2000 SW a kluzáků ANUS A či Bergfalke IV.
Místní letištní informační a pohotovostní služba je funkční pouze od dubna do konce září, a to pouze o sobotách, nedělích a svátcích v době od 9 do 16 hodin.
Areál se pronajímá i pro události, které nemají přímé spojení s létáním, například se zde konají motorkářské srazy.
Letiště poskytuje i možnost ubytování pro necelou dvacítku lidí s tím, že v areálu mohou využívat malý bazén a hřiště pro míčové hry.

## Galerie

Letiště Broumov
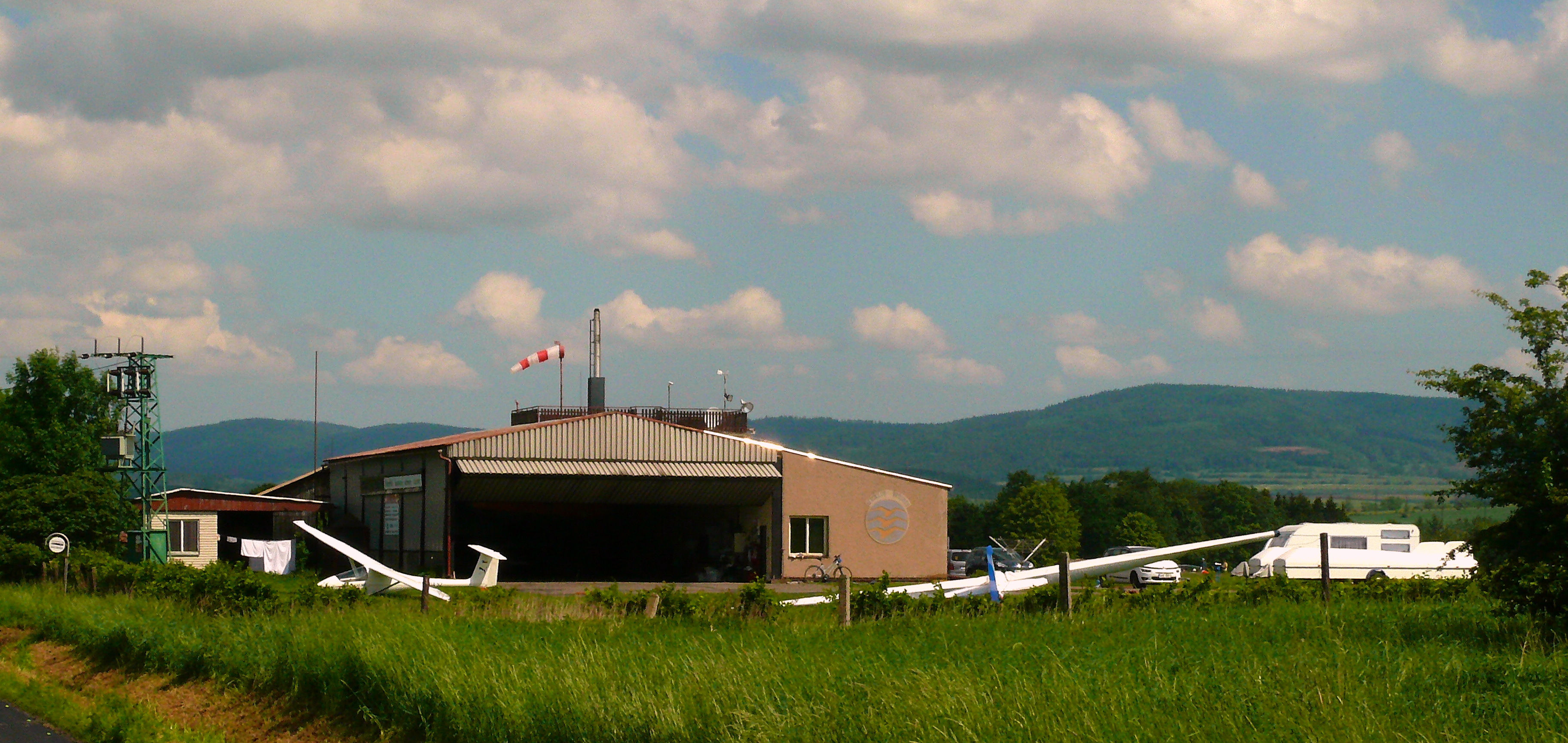
Pohled od Martínkovic
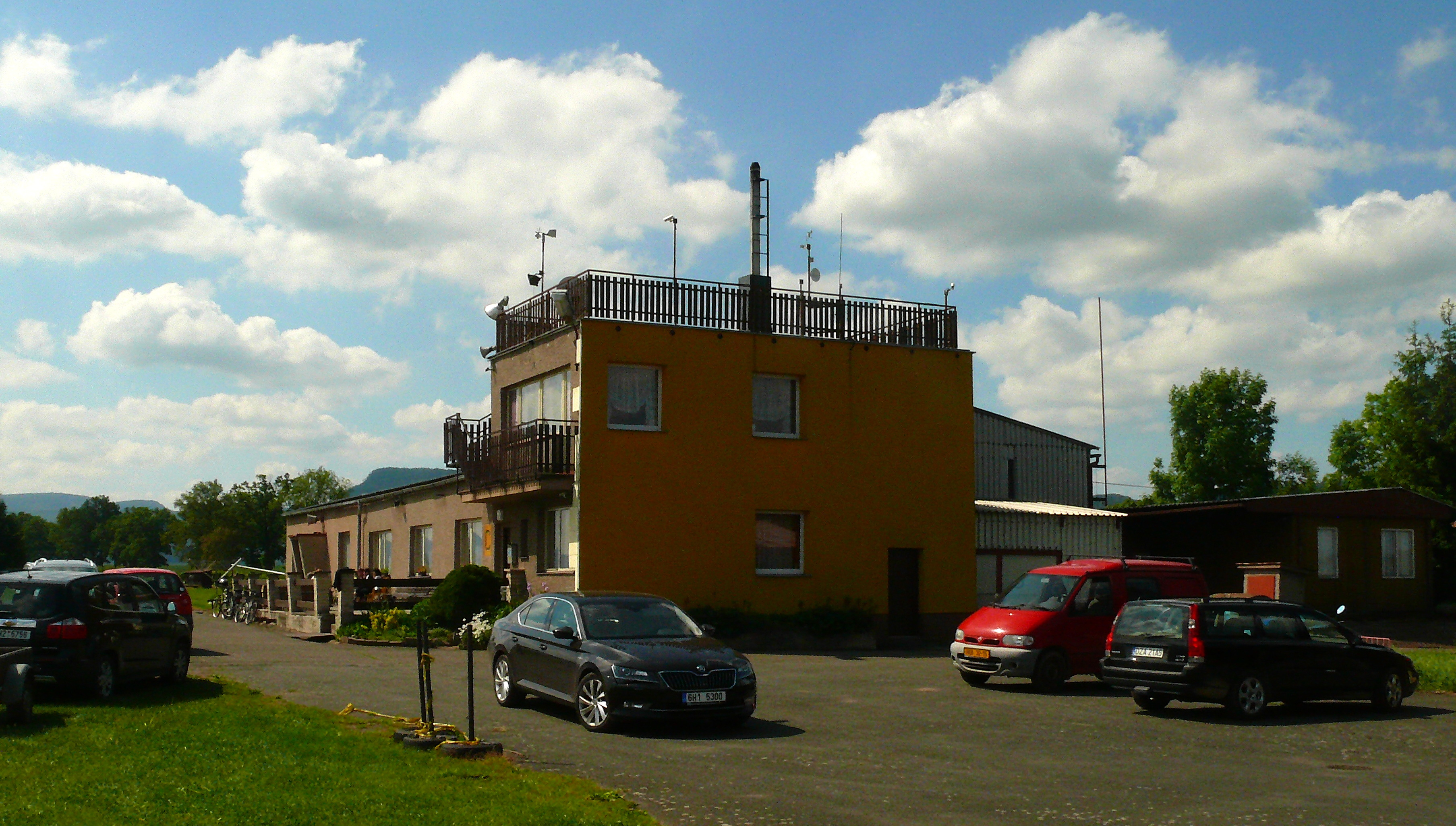
Hlavní budova - pohled od hangáru
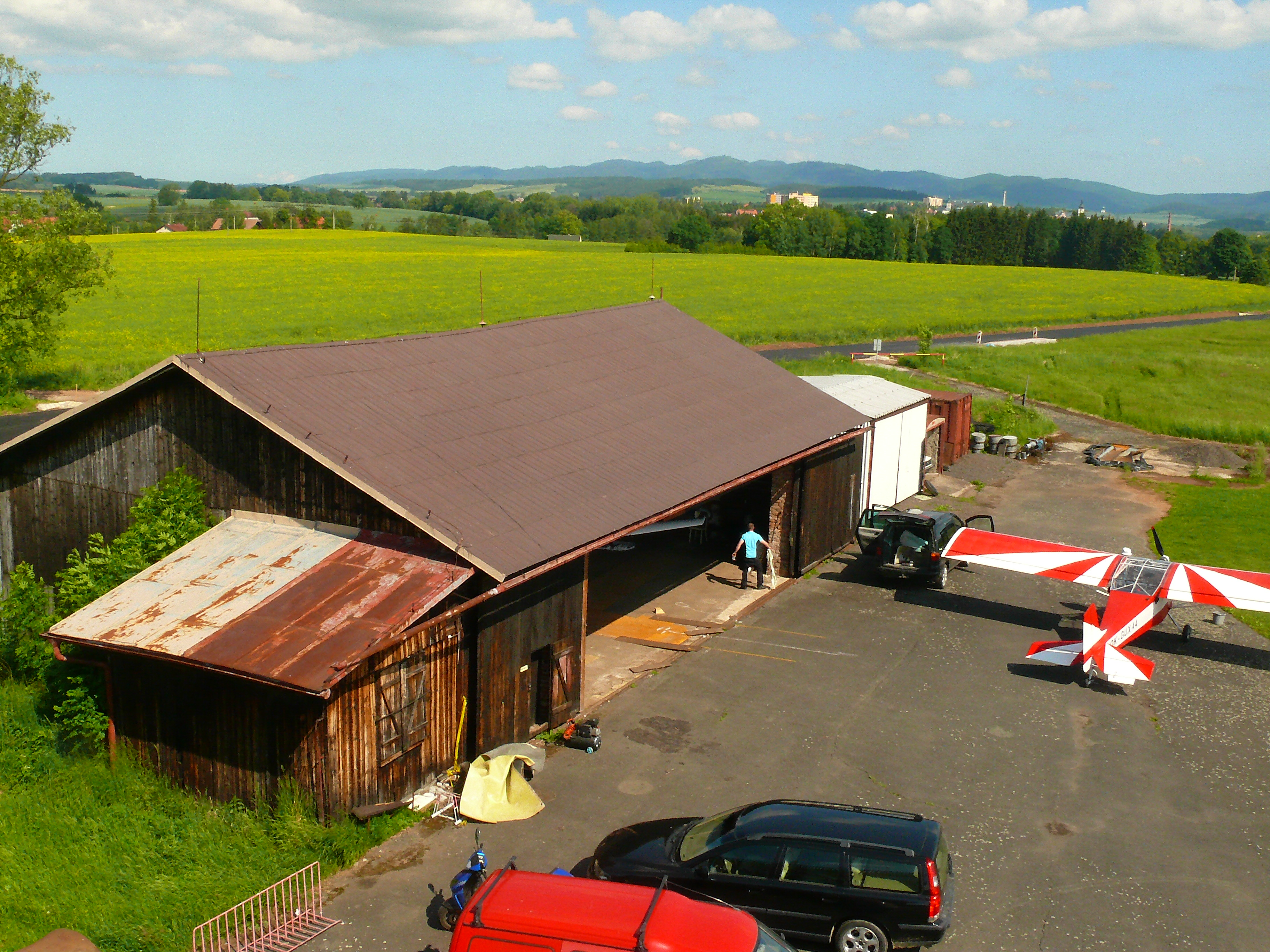
Hangár z nadhledu
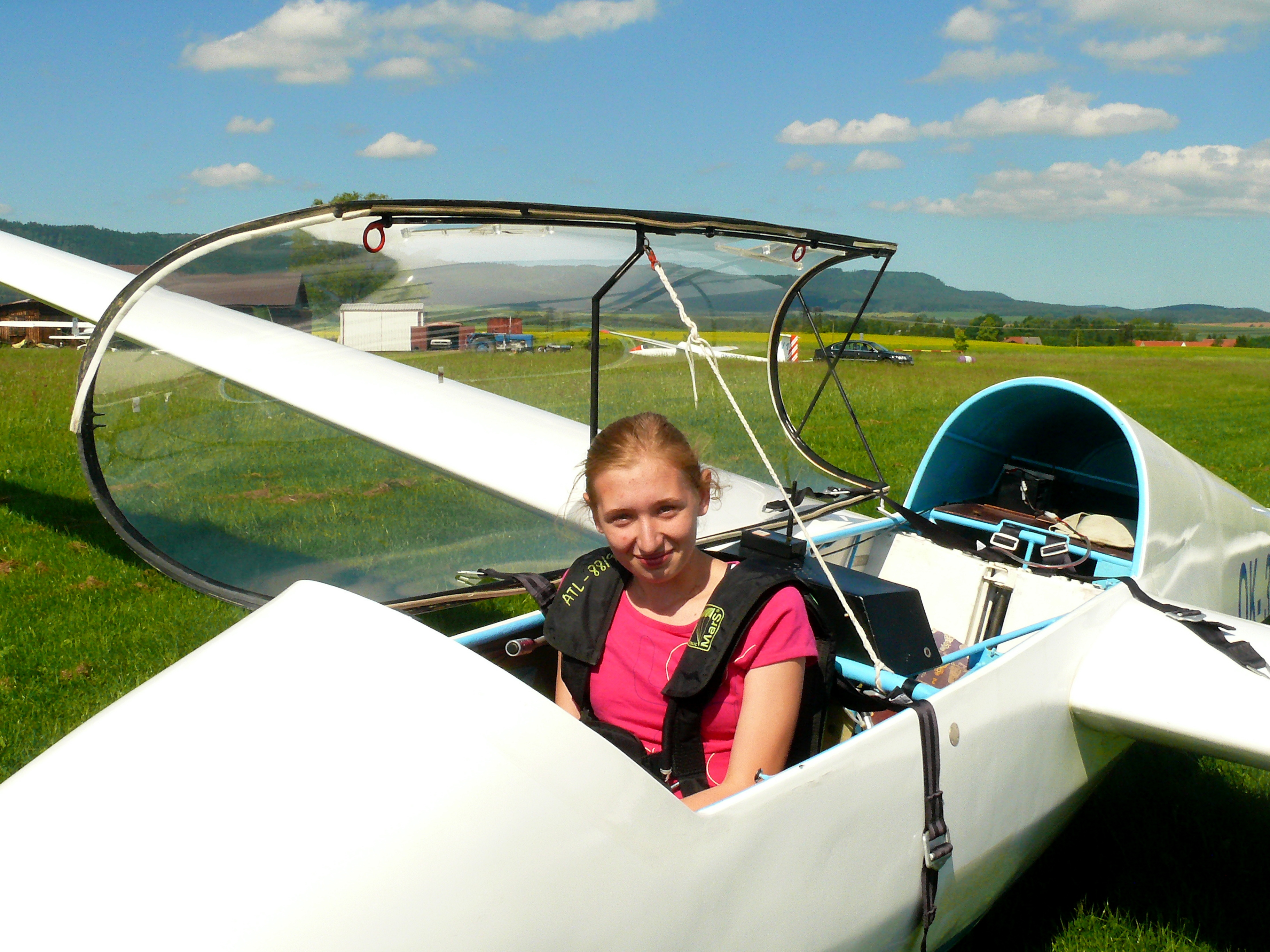
Před vzletem
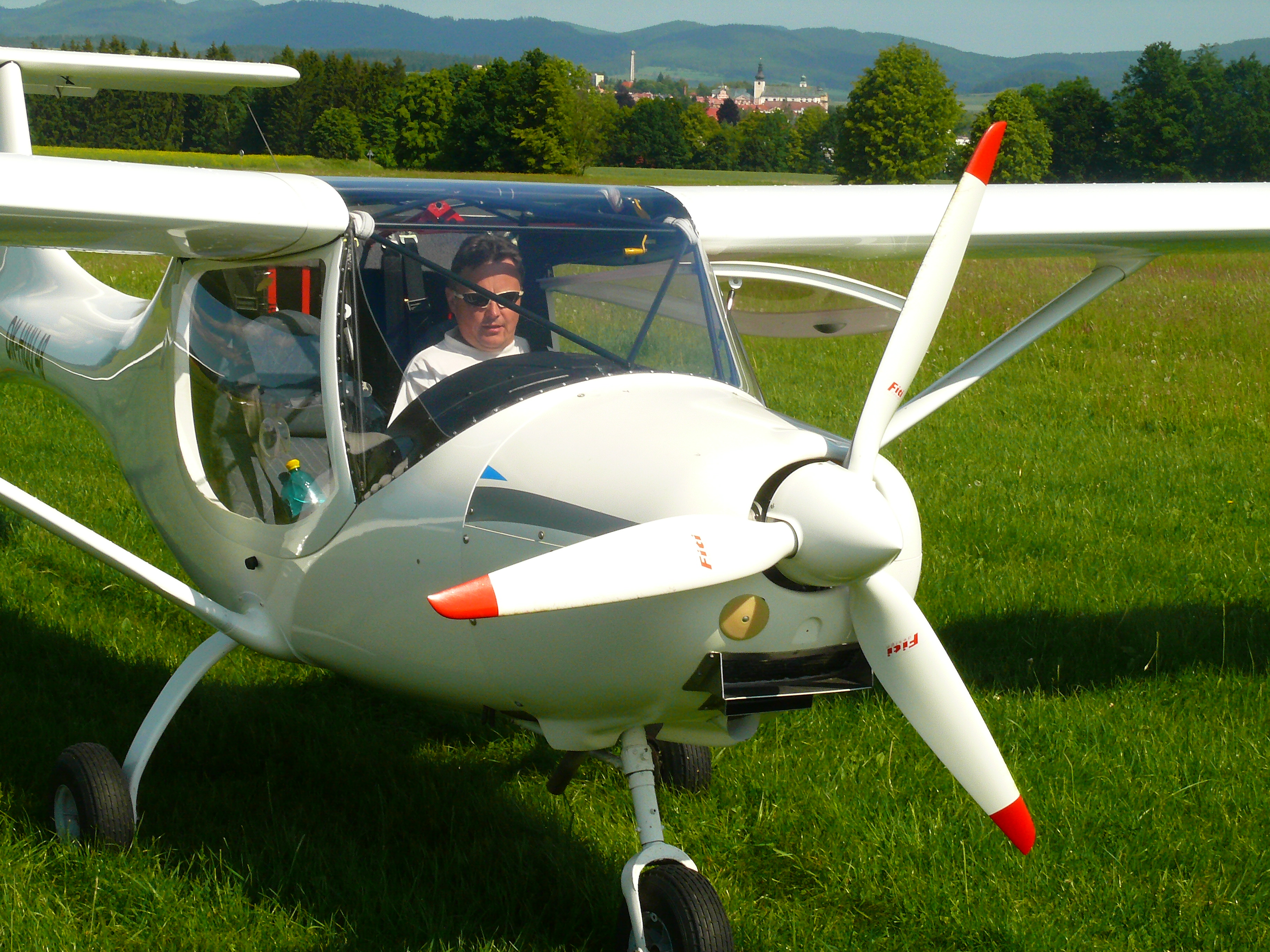
Před vzletem s větroněm na laně
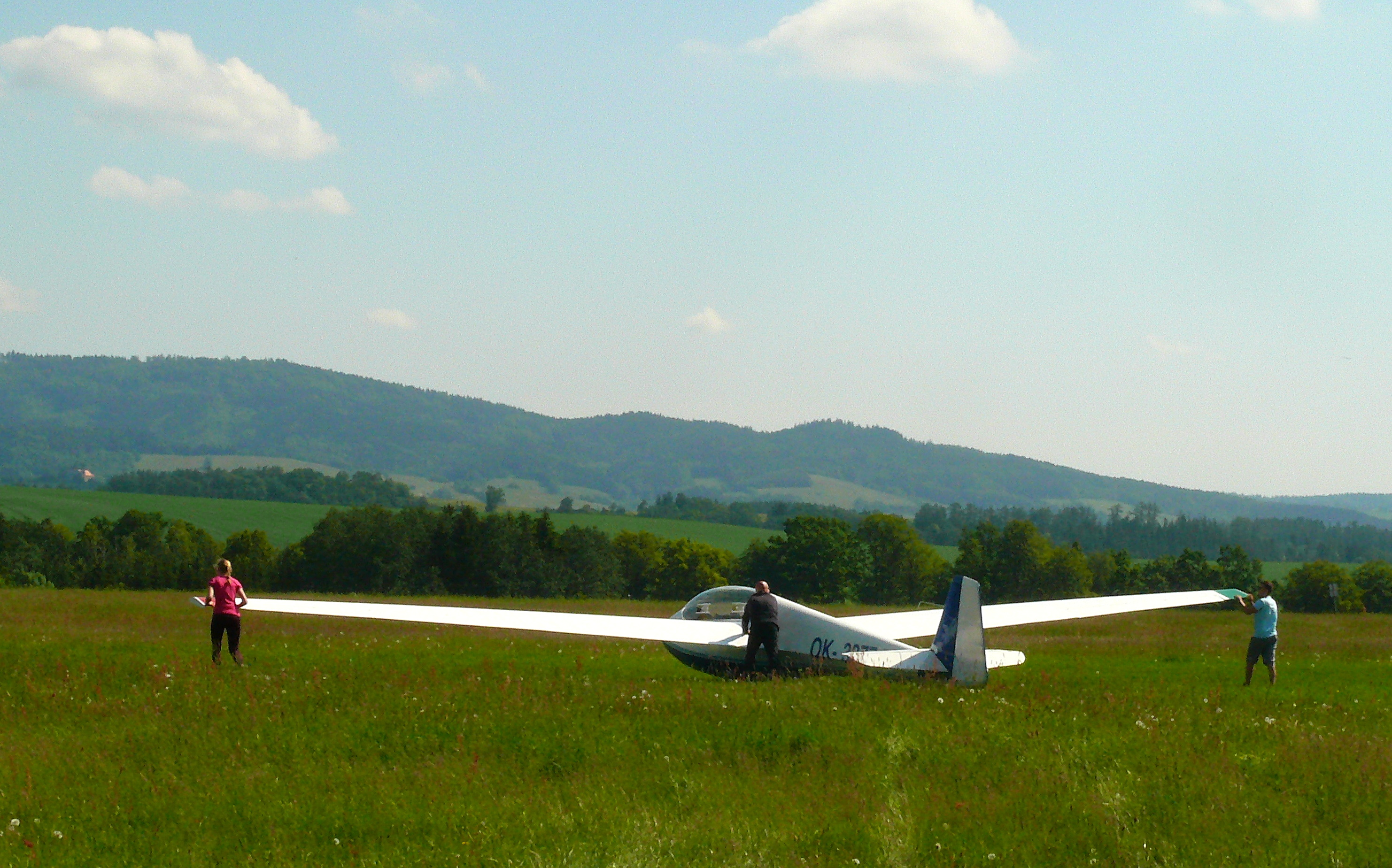
přeprava větroně po zemi
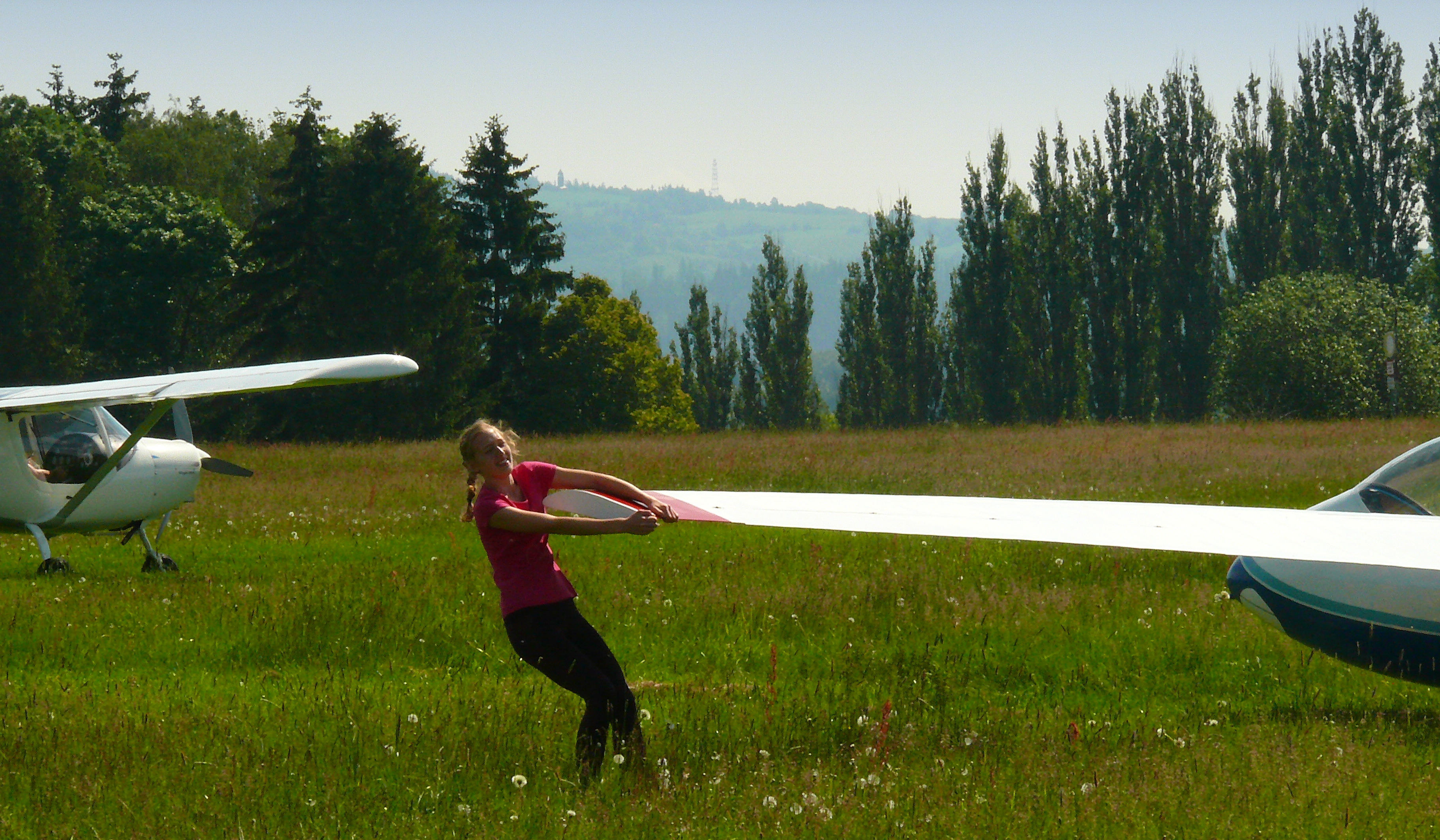
Otáčení větroně
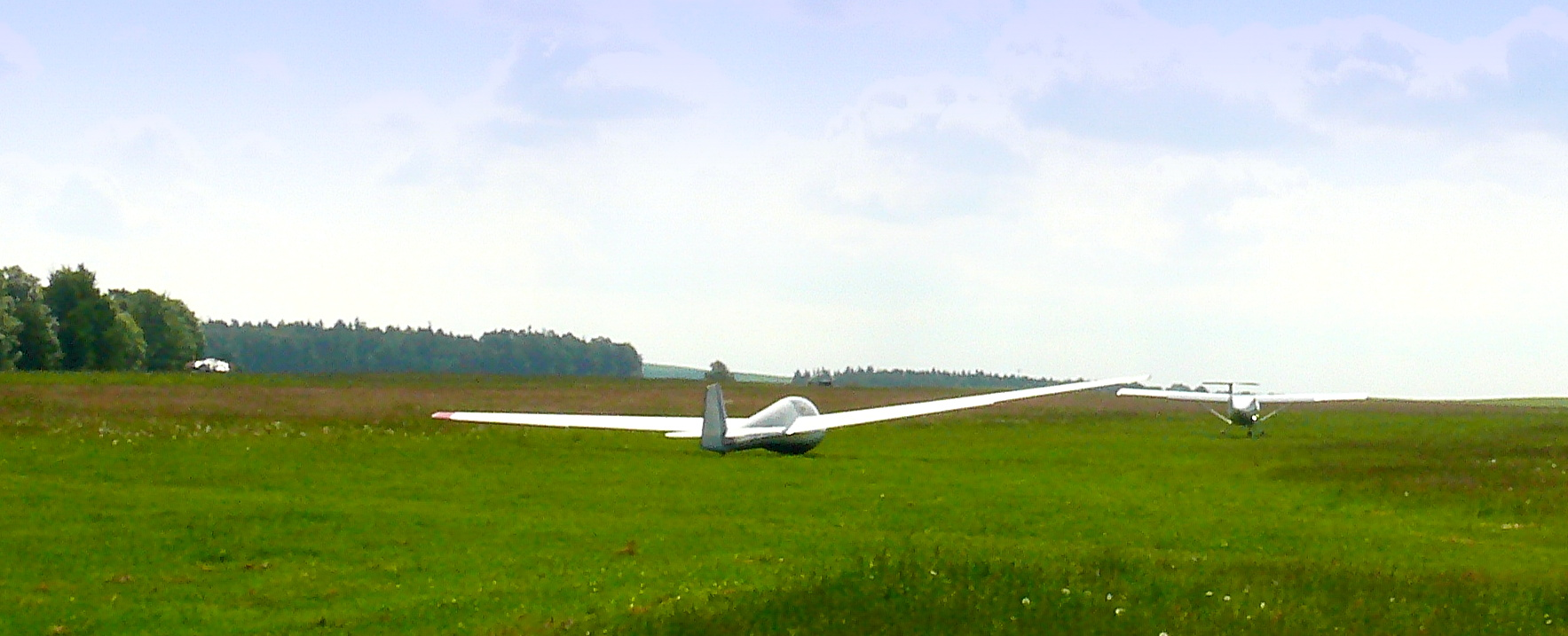
Na ranveji těsně před vzletem
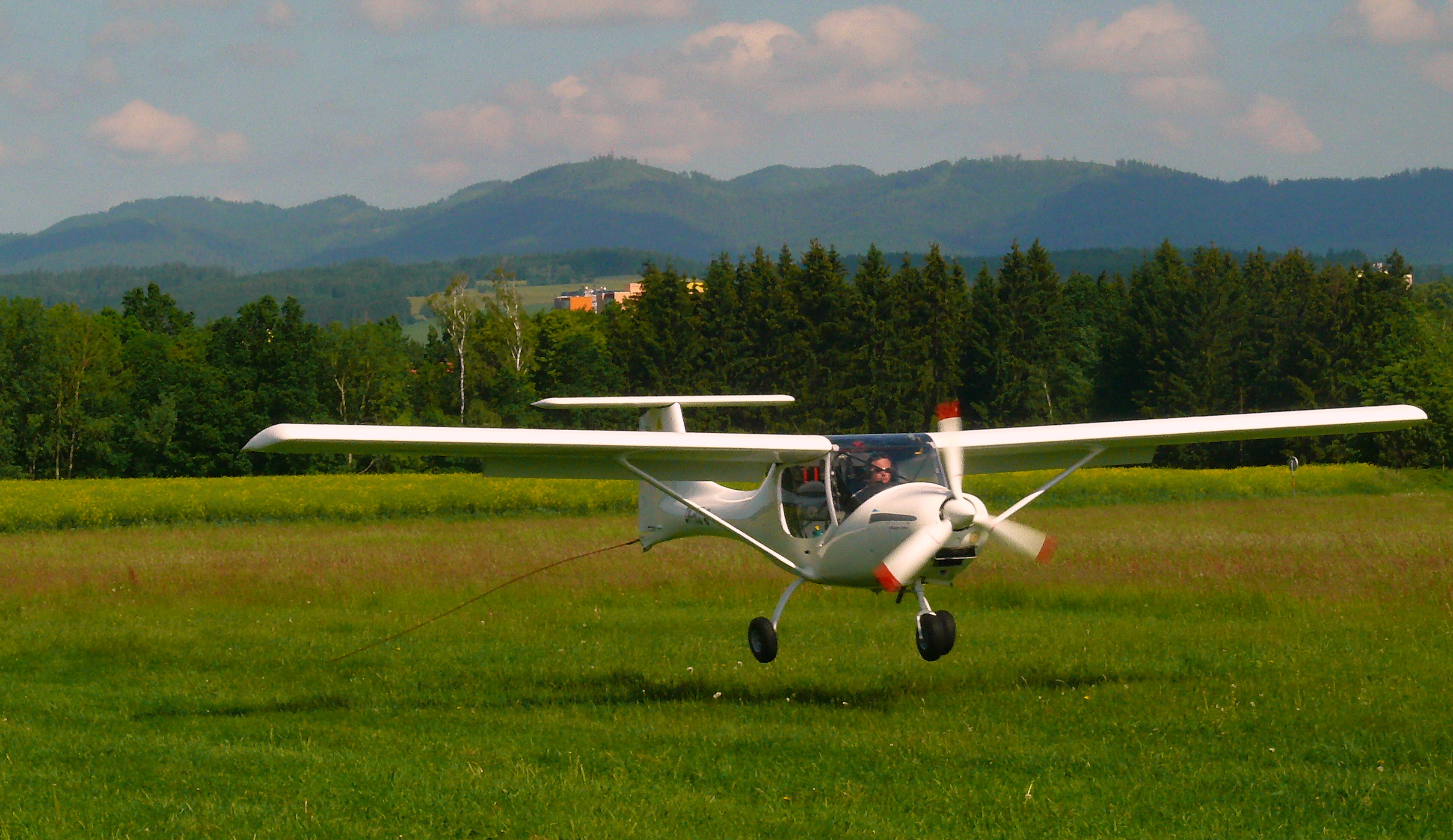
Přistání Allegra 2000
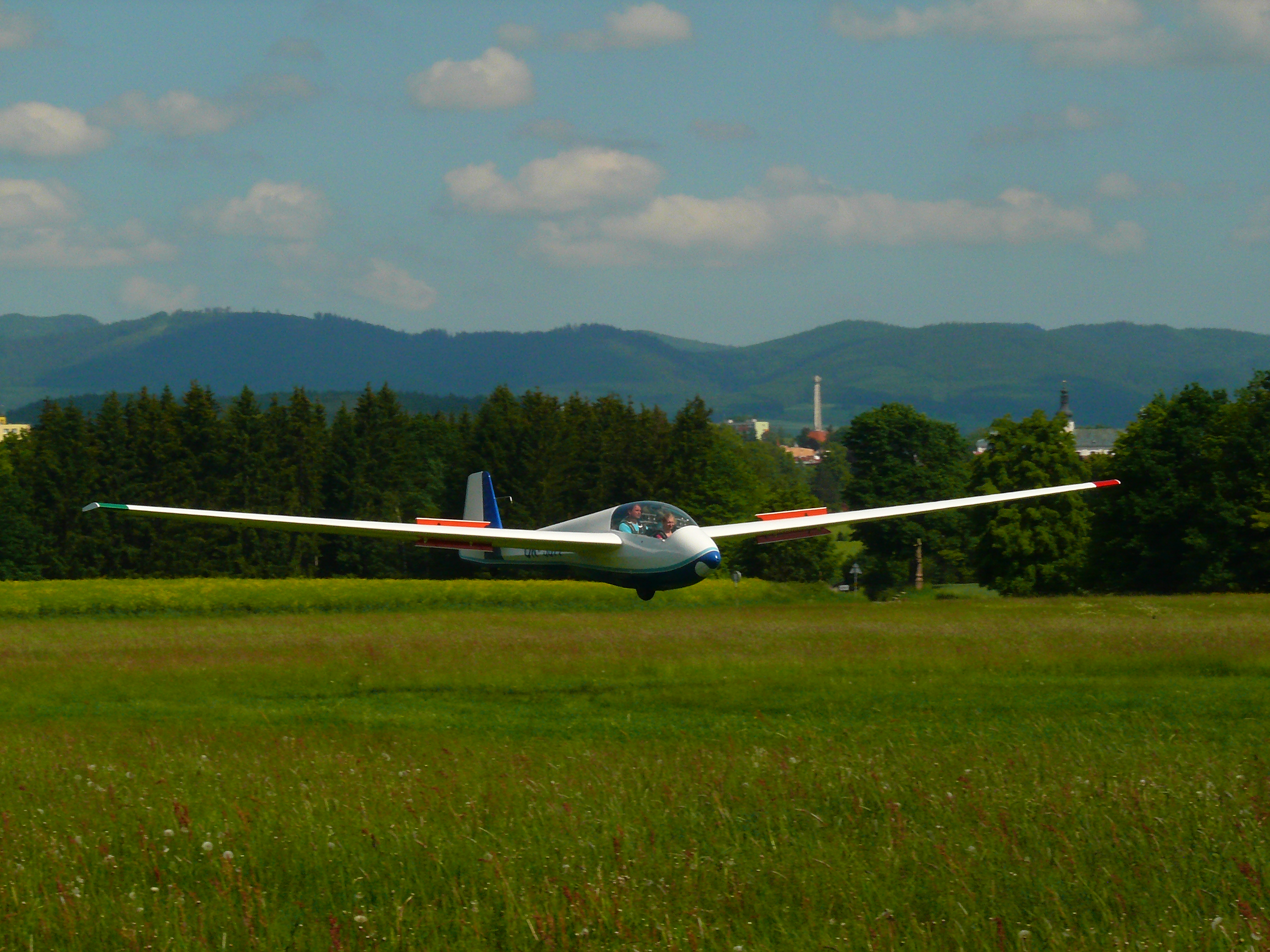
Přistání větroně
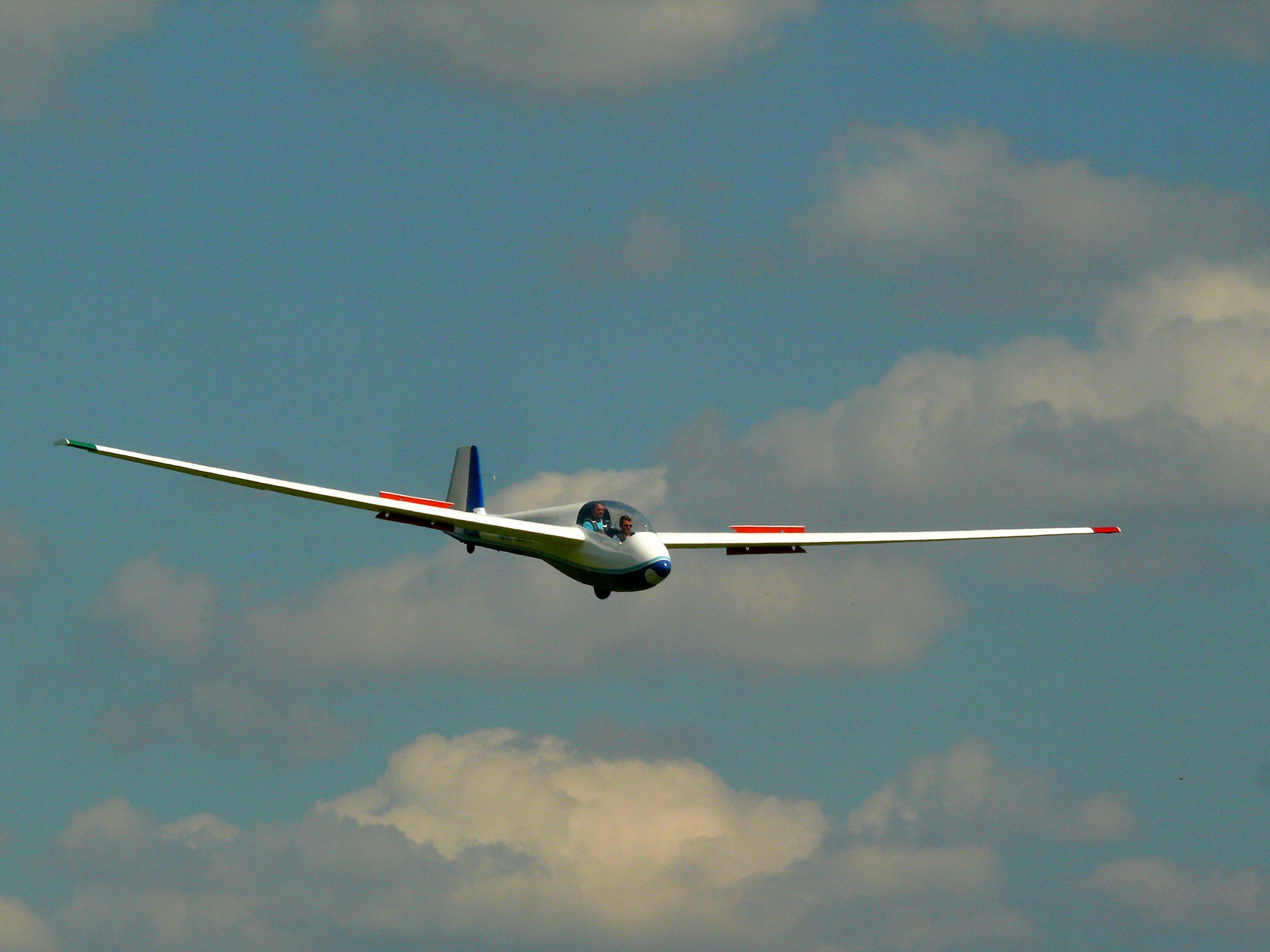
Výuka pokračuje
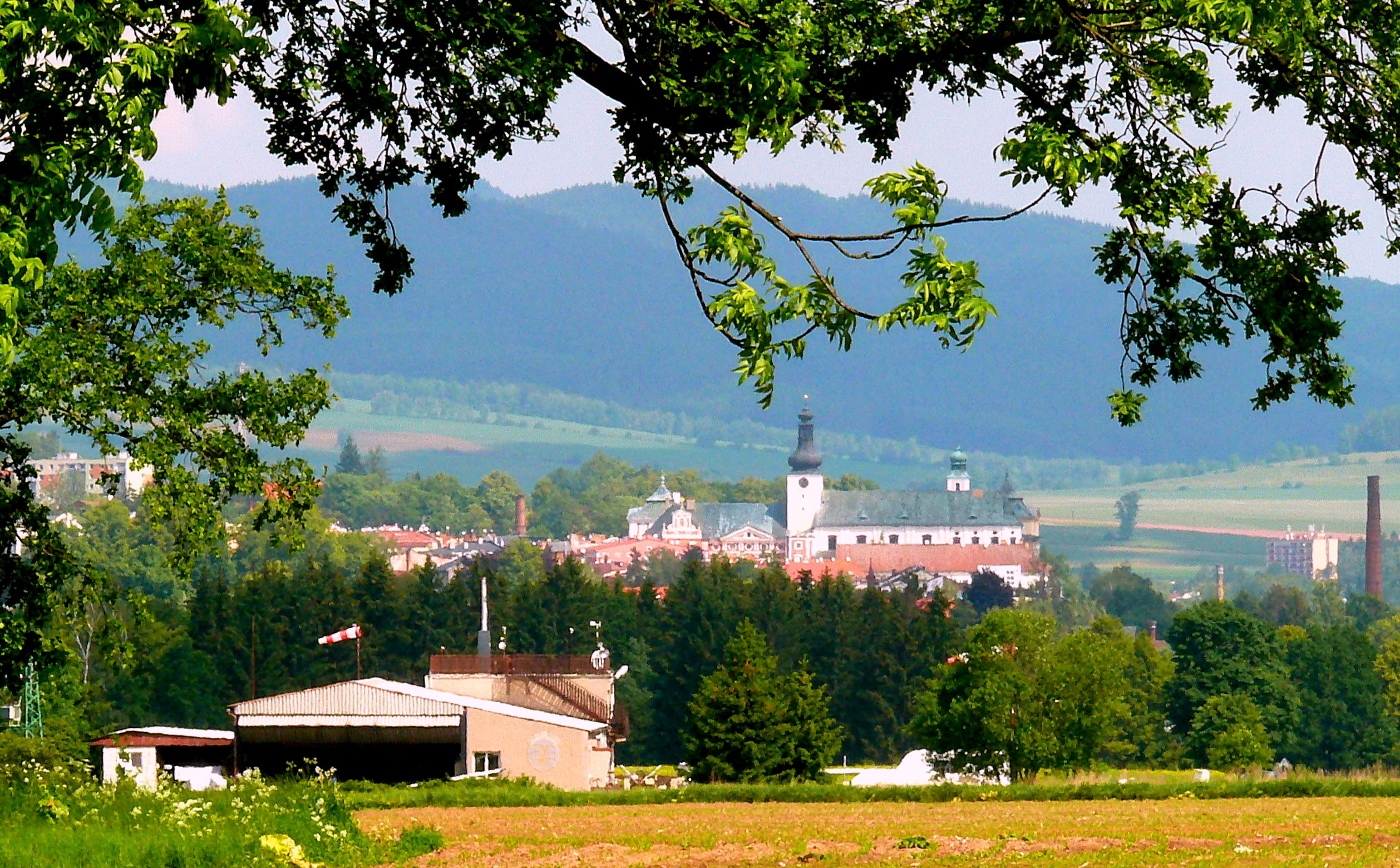
Broumovské letiště a klášter